# E-Prix de Moscú de 2015
El Moscú ePrix de 2015, oficialmente 2014-15 FIA Fórmula E FIA Moscú ePrix, fue la novena ronda del campeonato mundial 2014-15 de Fórmula E. Se disputó el 6 de junio de 2015 en el Circuito callejero de Moscú en la ciudad de Moscú, Rusia.

## Entrenamientos libres

### Primeros libres
| Pos. | N.º | Piloto                 | Equipo          | Tiempo   | Diferencia | Vueltas |
| ---- | --- | ---------------------- | --------------- | -------- | ---------- | ------- |
| 1    | 9   | Sébastien Buemi        | e.dams Renault  | 1:10.402 |            | 24      |
| 2    | 8   | Nicolas Prost          | e.dams Renault  | 1:11.100 | +0.698     | 23      |
| 3    | 21  | Bruno Senna            | Mahindra Racing | 1:12.541 | +2.139     | 24      |
| 4    | 30  | Stéphane Sarrazin      | Venturi         | 1:12.571 | +2.169     | 23      |
| 5    | 66  | Daniel Abt             | Audi Sport ABT  | 1:12.631 | +2.229     | 22      |
| 6    | 11  | Lucas di Grassi        | Audi Sport ABT  | 1:12.727 | +2.325     | 22      |
| 7    | 23  | Nick Heidfeld          | Venturi         | 1:12.775 | +2.373     | 19      |
| 8    | 27  | Jean-Éric Vergne       | Andretti        | 1:12.830 | +2.428     | 19      |
| 9    | 99  | Nelson Piquet, Jr.     | China Racing    | 1:12.899 | +2.497     | 25      |
| 10   | 55  | António Félix da Costa | Amlin Aguri     | 1:12.906 | +2.504     | 24      |
| 11   | 5   | Karun Chandhok         | Mahindra Racing | 1:12.970 | +2.568     | 24      |
| 12   | 6   | Loïc Duval             | Dragon Racing   | 1:13.065 | +2.663     | 21      |
| 13   | 3   | Jaime Alguersuari      | Virgin Racing   | 1:13.083 | +2.681     | 26      |
| 14   | 28  | Justin Wilson          | Andretti        | 1:13.138 | +2.736     | 24      |
| 15   | 7   | Jérôme d'Ambrosio      | Dragon Racing   | 1:13.297 | +2.895     | 23      |
| 16   | 18  | Vitantonio Liuzzi      | Trulli          | 1:13.462 | +3.060     | 19      |
| 17   | 88  | Antonio García         | China Racing    | 1:13.789 | +3.387     | 23      |
| 18   | 77  | Salvador Durán         | Amlin Aguri     | 1:14.425 | +4.023     | 18      |
| 19   | 10  | Jarno Trulli           | Trulli          | 1:14.700 | +4.298     | 24      |
| 20   | 2   | Sam Bird               | Virgin Racing   | 1:14.736 | +4.334     | 6       |

### Segundos libres
| Pos. | N.º | Piloto                 | Equipo          | Tiempo   | Diferencia | Vueltas |
| ---- | --- | ---------------------- | --------------- | -------- | ---------- | ------- |
| 1    | 9   | Sébastien Buemi        | e.dams Renault  | 1:09.985 |            | 16      |
| 2    | 27  | Jean-Éric Vergne       | Andretti        | 1:10.212 | +0.227     | 16      |
| 3    | 99  | Nelson Piquet, Jr.     | China Racing    | 1:10.257 | +0.272     | 17      |
| 4    | 55  | António Félix da Costa | Amlin Aguri     | 1:10.334 | +0.349     | 6       |
| 5    | 11  | Lucas di Grassi        | Audi Sport ABT  | 1:10.390 | +0.405     | 10      |
| 6    | 23  | Nick Heidfeld          | Venturi         | 1:10.659 | +0.674     | 13      |
| 7    | 5   | Karun Chandhok         | Mahindra Racing | 1:10.690 | +0.705     | 15      |
| 8    | 7   | Jérôme d'Ambrosio      | Dragon Racing   | 1:10.736 | +0.751     | 17      |
| 9    | 30  | Stéphane Sarrazin      | Venturi         | 1:10.762 | +0.777     | 18      |
| 10   | 8   | Nicolas Prost          | e.dams Renault  | 1:10.812 | +0.827     | 17      |
| 11   | 28  | Justin Wilson          | Andretti        | 1:10.817 | +0.832     | 19      |
| 12   | 66  | Daniel Abt             | Audi Sport ABT  | 1:10.864 | +0.879     | 14      |
| 13   | 10  | Jarno Trulli           | Trulli          | 1:10.896 | +0.911     | 12      |
| 14   | 77  | Salvador Durán         | Amlin Aguri     | 1:11.049 | +1.064     | 15      |
| 15   | 88  | Antonio García         | China Racing    | 1:11.188 | +1.203     | 16      |
| 16   | 18  | Vitantonio Liuzzi      | Trulli          | 1:11.202 | +1.217     | 13      |
| 17   | 6   | Loïc Duval             | Dragon Racing   | 1:11.368 | +1.383     | 7       |
| 18   | 3   | Jaime Alguersuari      | Virgin Racing   | 1:11.403 | +1.418     | 17      |
| 19   | 21  | Bruno Senna            | Mahindra Racing | 1:11.413 | +1.428     | 16      |
| 20   | 2   | Sam Bird               | Virgin Racing   | 1:13.165 | +3.180     | 13      |

## Clasificación

### Resultados
| Pos. | N.º | Piloto                 | Equipo          | Tiempo   | Diferencia | P.  |
| ---- | --- | ---------------------- | --------------- | -------- | ---------- | --- |
| 1    | 27  | Jean-Éric Vergne       | Andretti        | 1:09.429 |            | 1   |
| 2    | 99  | Nelson Piquet, Jr.     | China Racing    | 1:09.449 | +0.020     | 2   |
| 3    | 11  | Lucas di Grassi        | Audi Sport ABT  | 1:09.685 | +0.256     | 3   |
| 4    | 9   | Sébastien Buemi        | e.dams Renault  | 1:09.826 | +0.397     | 4   |
| 5    | 7   | Jérôme d'Ambrosio      | Dragon Racing   | 1:09.967 | +0.538     | 5   |
| 6    | 8   | Nicolas Prost          | e.dams Renault  | 1:10.043 | +0.614     | 6   |
| 7    | 66  | Daniel Abt             | Audi Sport ABT  | 1:10.075 | +0.646     | 7   |
| 8    | 23  | Nick Heidfeld          | Venturi         | 1:10.098 | +0.669     | 8   |
| 9    | 10  | Jarno Trulli           | Trulli          | 1:10.145 | +0.716     | 9   |
| 10   | 30  | Stéphane Sarrazin      | Venturi         | 1:10.190 | +0.761     | 20* |
| 11   | 77  | Salvador Durán         | Amlin Aguri     | 1:10.257 | +0.828     | 10  |
| 12   | 2   | Sam Bird               | Virgin Racing   | 1:10.365 | +0.936     | 11  |
| 13   | 28  | Justin Wilson          | Andretti        | 1:10.398 | +0.969     | 12  |
| 14   | 88  | Antonio García         | China Racing    | 1:10.537 | +1.108     | 13  |
| 15   | 55  | António Félix da Costa | Amlin Aguri     | 1:10.617 | +1.188     | 14  |
| 16   | 21  | Bruno Senna            | Mahindra Racing | 1:10.688 | +1.259     | 15  |
| 17   | 5   | Karun Chandhok         | Mahindra Racing | 1:10.697 | +1.268     | 16  |
| 18   | 3   | Jaime Alguersuari      | Virgin Racing   | 1:10.941 | +1.512     | 17  |
| 19   | 6   | Loïc Duval             | Dragon Racing   | 1:11.141 | +1.712     | 18  |
| 20   | 18  | Vitantonio Liuzzi      | Trulli          | 1:11.967 | +2.538     | 19  |

Notas:
- - Por romper las reglas del parque cerrado largara último.

## Carrera

### Resultados
| Pos. | N.º | Piloto                 | Equipo          | Vtas. | Tiempo/Retirado | P. | Puntos |
| ---- | --- | ---------------------- | --------------- | ----- | --------------- | -- | ------ |
| 1    | 99  | Nelson Piquet, Jr.     | China Racing    | 35    | 43:18.867       | 2  | 25     |
| 2    | 11  | Lucas di Grassi        | Audi Sport ABT  | 35    | +2.012          | 3  | 18     |
| 3    | 23  | Nick Heidfeld          | Venturi         | 35    | +11.548         | 8  | 15     |
| 4    | 27  | Jean-Éric Vergne       | Andretti        | 35    | +12.416         | 1  | 15*    |
| 5    | 66  | Daniel Abt             | Audi Sport ABT  | 35    | +25.626         | 7  | 10     |
| 6    | 77  | Salvador Durán         | Amlin Aguri     | 35    | +28.960         | 10 | 8      |
| 7    | 55  | António Félix da Costa | Amlin Aguri     | 35    | +30.529         | 14 | 6      |
| 8    | 8   | Nicolas Prost          | e.dams Renault  | 35    | +31.556         | 6  | 4      |
| 9    | 9   | Sébastien Buemi        | e.dams Renault  | 35    | +40.050         | 4  | 4*     |
| 10   | 28  | Justin Wilson          | Andretti        | 35    | +46.320         | 12 | 1      |
| 11   | 7   | Jérôme d'Ambrosio      | Dragon Racing   | 35    | +51.474         | 5  |        |
| 12   | 5   | Karun Chandhok         | Mahindra Racing | 35    | +52.493         | 16 |        |
| 13   | 3   | Jaime Alguersuari      | Virgin Racing   | 35    | +55.810         | 17 |        |
| 14   | 30  | Stéphane Sarrazin      | Venturi         | 35    | +56.715         | 20 |        |
| 15   | 6   | Loïc Duval             | Dragon Racing   | 35    | +1:18.763       | 18 |        |
| 16   | 21  | Bruno Senna            | Mahindra Racing | 34    | +1 Vuelta       | 15 |        |
| 17   | 18  | Vitantonio Liuzzi      | Trulli          | 34    | +1 Vuelta       | 19 |        |
| 18   | 10  | Jarno Trulli           | Trulli          | 32    | Rear Wing       | 9  |        |
| 19   | 88  | Antonio García         | China Racing    | 32    | +3 Vueltas      | 13 |        |
| 20   | 2   | Sam Bird               | Virgin Racing   | 24    | Electrical      | 11 |        |

Notas:
- - Tres puntos para el que marco la pole position (Jean-Éric Vergne).
- - Dos puntos para el que marco la vuelta rápida en carrera (Sébastien Buemi).
- - Auto 9 (Sébastien Buemi) 29 segundos de penalización por relanzamiento peligroso.
- - Auto 6 (Loic Duval) 29 segundos de penalización por relanzamiento peligroso.
- - Auto 10 (Jarno Trulli) 5 puestos de penalización para la próxima carrera por cortar la curva 7 en tres ocasiones.